# Lijst van Eerste Kamerleden 1910-1913
Lijst van Eerste Kamerleden 1910-1913 geeft een overzicht van de leden van de Nederlandse Eerste Kamer in de periode tussen de verkiezingen van 1910 en de verkiezingen van 1913. De zittingsperiode van de Eerste Kamer ging in op 20 september 1910 en eindigde op 15 september 1913.
De Eerste Kamer telde 50 leden, gekozen door de leden van Provinciale Staten in de elf provincies. Eerste Kamerleden werden gekozen voor een termijn van negen jaar; om de drie jaar werd een derde deel van de Eerste Kamer vernieuwd.
| Naam                                               | politieke partij                              | provincie     | begindatum        | einddatum         | refs   |
| -------------------------------------------------- | --------------------------------------------- | ------------- | ----------------- | ----------------- | ------ |
| Gijsbert d' Aumale van Hardenbroek van Hardenbroek | Anti-Revolutionaire Partij                    | Utrecht       | 17-09-1907 [ c ]  | 18-09-1916 [ d ]  | [ 1 ]  |
| Harry Barge                                        | Algemeene Bond                                | Overijssel    | 17-09-1907 [ c ]  | 9 september 1913  | [ 2 ]  |
| Willem van Basten Batenburg                        | Algemeene Bond                                | Gelderland    | 20 september 1910 | 27-06-1917 [ f ]  | [ 3 ]  |
| Herman Bavinck                                     | Anti-Revolutionaire Partij                    | Zuid-Holland  | 19 september 1911 | 27-06-1917 [ f ]  | [ 4 ]  |
| Lodewijk van den Berg                              | Anti-Revolutionaire Partij                    | Zuid-Holland  | 16 mei 1911       | 15 september 1913 | [ 5 ]  |
| Jacob van den Biesen                               | Algemeene Bond                                | Noord-Brabant | 20-09-1904 [ i ]  | 15 september 1913 | [ 6 ]  |
| Reitze Bloembergen                                 | Liberale Unie                                 | Friesland     | 17-09-1907 [ c ]  | 18-09-1916 [ d ]  | [ 7 ]  |
| Klaas de Boer                                      | Liberale Unie                                 | Noord-Holland | 20 september 1910 | 27-06-1917 [ f ]  | [ 8 ]  |
| Henricus Bosch van Drakestein                      | Algemeene Bond                                | Utrecht       | 20 september 1910 | 27-06-1917 [ f ]  | [ 9 ]  |
| Jan Breebaart                                      | Liberale Unie                                 | Noord-Holland | 17-09-1907 [ c ]  | 15 mei 1913       | [ 10 ] |
| Jacob Cremer                                       | Liberale Unie                                 | Noord-Holland | 9 juli 1912       | 18-09-1916 [ d ]  | [ 11 ] |
| Conrad van Deventer                                | Vrijzinnig-Democratische Bond                 | Friesland     | 19 september 1911 | 15 september 1913 | [ 12 ] |
| Petrus van der Does de Willebois                   | Algemeene Bond                                | Noord-Brabant | 20 september 1910 | 27-06-1917 [ f ]  | [ 13 ] |
| Rembertus Dojes                                    | Liberale Unie                                 | Groningen     | 20 september 1910 | 27-06-1917 [ f ]  | [ 14 ] |
| Hendrik Drucker                                    | Vrijzinnig-Democratische Bond                 | Noord-Holland | [ m ] [ n ]       | 18-09-1916 [ d ]  | [ 15 ] |
| Gustaaf van der Feltz                              | Liberale Unie / Vrijzinnig-Democratische Bond | Drenthe       | 17-09-1907 [ c ]  | 18-09-1916 [ d ]  | [ 16 ] |
| Petrus Ferf                                        | Liberale Unie                                 | Noord-Holland | 29 maart 1912     | 27-06-1917 [ f ]  | [ 17 ] |
| Herman Franssen                                    | Anti-Revolutionaire Partij                    | Overijssel    | 20-09-1904 [ i ]  | 15 september 1913 | [ 18 ] |
| Nicolaas de Gijselaar                              | Christelijk-Historische Unie                  | Zuid-Holland  | 31 maart 1913     | 18-09-1916 [ d ]  | [ 19 ] |
| Karel Godin de Beaufort                            | Christelijk-Historische Unie                  | Zeeland       | 20-09-1904 [ i ]  | 1 november 1910   | [ 20 ] |
| Oscar Haffmans                                     | Algemeene Bond                                | Limburg       | 17-09-1907 [ c ]  | 18-09-1916 [ d ]  | [ 21 ] |
| Jacob Havelaar                                     | Christelijk-Historische Unie                  | Zuid-Holland  | 17-09-1907 [ c ]  | 8 februari 1913   | [ 22 ] |
| Pieter 't Hooft                                    | Anti-Revolutionaire Partij                    | Gelderland    | 20-09-1904 [ i ]  | 15 september 1913 | [ 23 ] |
| Willem Hovy                                        | Anti-Revolutionaire Partij                    | Zeeland       | 20 september 1910 | 27-06-1917 [ f ]  | [ 24 ] |
| Melchert de Jong                                   | Liberale Unie                                 | Noord-Holland | 20-09-1904 [ i ]  | 15 september 1913 | [ 25 ] |
| Herman Kist                                        | Liberale Unie                                 | Noord-Holland | 17-09-1907 [ c ]  | 2 juni 1912       | [ 26 ] |
| Jakob Kraus                                        | Liberale Unie                                 | Noord-Holland | 3 oktober 1911    | 27-06-1917 [ f ]  | [ 27 ] |
| Emile van der Kun                                  | Algemeene Bond                                | Zuid-Holland  | 20 september 1910 | 27-06-1917 [ f ]  | [ 28 ] |
| Jan Laan                                           | Liberale Unie                                 | Noord-Holland | 17-09-1907 [ c ]  | 18-09-1916 [ d ]  | [ 29 ] |
| Alphonsus van Lamsweerde                           | Algemeene Bond                                | Gelderland    | 17-09-1907 [ c ]  | 18-09-1916 [ d ]  | [ 30 ] |
| Willem van Lanschot                                | Algemeene Bond                                | Noord-Brabant | 16 mei 1911       | 18-09-1916 [ d ]  | [ 31 ] |
| Wilhelmus van Leeuwen                              | Bond van Vrije Liberalen                      | Noord-Holland | 20 september 1910 | 15 september 1911 | [ 32 ] |
| Cornelis Lely                                      | Liberale Unie                                 | Friesland     | 20 september 1910 | 29 augustus 1913  | [ 33 ] |
| Constant van Löben Sels                            | Anti-Revolutionaire Partij                    | Gelderland    | 17-09-1907 [ c ]  | 18-09-1916 [ d ]  | [ 34 ] |
| Christiaan Lucasse                                 | Anti-Revolutionaire Partij                    | Zeeland       | 24 november 1910  | 15 september 1913 | [ 35 ] |
| Louis van der Maesen de Sombreff                   | Algemeene Bond                                | Limburg       | 20 september 1910 | 27-06-1917 [ f ]  | [ 36 ] |
| Johannes de Marez Oyens                            | Anti-Revolutionaire Partij                    | Zuid-Holland  | 20 september 1910 | 11 augustus 1911  | [ 37 ] |
| Willem Merkelbach                                  | Algemeene Bond                                | Noord-Brabant | 20 september 1910 | 21 mei 1911       | [ 38 ] |
| Alphonse Michiels van Kessenich                    | Algemeene Bond                                | Limburg       | 20-09-1904 [ i ]  | 15 september 1913 | [ 39 ] |
| Frederik van Nierop                                | Liberale Unie                                 | Noord-Holland | 20-09-1904 [ i ]  | 15 september 1913 | [ 40 ] |
| Rudolph van Pallandt van Eerde                     | Christelijk-Historische Unie                  | Overijssel    | 20 september 1910 | 15 maart 1913     | [ 41 ] |
| Egbertus Pelinck                                   | Liberale Unie                                 | Drenthe       | 20 september 1910 | 27-06-1917 [ f ]  | [ 42 ] |
| Willem Prinzen                                     | Algemeene Bond                                | Noord-Brabant | 20-09-1904 [ i ]  | 15 september 1913 | [ 43 ] |
| Karel Raymakers                                    | Algemeene Bond                                | Noord-Brabant | 17-09-1907 [ c ]  | 3 januari 1911    | [ 44 ] |
| Frederic Reekers                                   | Algemeene Bond                                | Gelderland    | 20-09-1904 [ i ]  | 15 september 1913 | [ 45 ] |
| Joan Röell                                         | Bond van Vrije Liberalen                      | Noord-Holland | 20 september 1910 | 2 februari 1912   | [ 46 ] |
| Jan Schimmelpenninck van der Oye                   | Christelijk-Historische Unie                  | Gelderland    | 20 september 1910 | 27-06-1917 [ f ]  | [ 47 ] |
| Jacob Sickenga                                     | Bond van Vrije Liberalen                      | Friesland     | 20-09-1904 [ i ]  | 2 juli 1911       | [ 48 ] |
| Antonius Smits                                     | Algemeene Bond                                | Noord-Brabant | 20 juni 1911      | 27-06-1917 [ f ]  | [ 49 ] |
| Henri Staal                                        | Liberale Unie                                 | Noord-Holland | 20-09-1904 [ i ]  | 15 september 1913 | [ 50 ] |
| Emile Sweerts de Landas Wyborgh                    | Anti-Revolutionaire Partij                    | Zuid-Holland  | 27 december 1910  | 19 april 1911     | [ 51 ] |
| Edzard Tjarda van Starkenborgh Stachouwer          | Liberale Unie                                 | Groningen     | 17-09-1907 [ c ]  | 18-09-1916 [ d ]  | [ 52 ] |
| Simon van Velzen                                   | Anti-Revolutionaire Partij                    | Zuid-Holland  | 20-09-1904 [ i ]  | 3 november 1910   | [ 53 ] |
| Franciscus Verheyen                                | Algemeene Bond                                | Noord-Brabant | 17-09-1907 [ c ]  | 18-09-1916 [ d ]  | [ 54 ] |
| Petrus Vermeulen                                   | Algemeene Bond                                | Zuid-Holland  | 20 september 1910 | 27-06-1917 [ f ]  | [ 55 ] |
| Jan van Voorst tot Voorst                          | Algemeene Bond                                | Zuid-Holland  | 17-09-1907 [ c ]  | 18-09-1916 [ d ]  | [ 56 ] |
| Willem de Vos van Steenwijk                        | Christelijk-Historische Unie                  | Overijssel    | 22 april 1913     | 27-06-1917 [ f ]  | [ 57 ] |
| Hendrik Waller                                     | Anti-Revolutionaire Partij                    | Zuid-Holland  | 20-09-1904 [ i ]  | 15 september 1913 | [ 58 ] |
| Jan van Wassenaer van Rosande                      | Christelijk-Historische Unie                  | Zuid-Holland  | 20-09-1904 [ i ]  | 15 september 1913 | [ 59 ] |
| Walther van Waterschoot van der Gracht             | Algemeene Bond                                | Zuid-Holland  | 17-09-1907 [ c ]  | 18-09-1916 [ d ]  | [ 60 ] |
| Wilco van Welderen Rengers                         | Liberale Unie                                 | Friesland     | 20-09-1904 [ i ]  | 15 september 1913 | [ 61 ] |
| Derk Welt                                          | Liberale Unie                                 | Groningen     | 20-09-1904 [ i ]  | 20 juni 1911      | [ 62 ] |
| Jan Woltjer                                        | Anti-Revolutionaire Partij                    | Zuid-Holland  | 17-09-1907 [ c ]  | 18-09-1916 [ d ]  | [ 63 ] |
| Geuchien Zijlma                                    | Liberale Unie                                 | Groningen     | 19 september 1911 | 15 september 1913 | [ 64 ] |